# Josef Fiegl
Josef Fiegl (1845 Schluderns – 2. ledna 1900 Vídeň) byl rakouský politik německé národnosti, v 2. polovině 19. století poslanec Říšské rady z Dolních Rakous.

## Biografie
Narodil se v Tyrolsku. Vystudoval gymnázium a konal filozofická studia, jež ale musel roku 1866 přerušit kvůli účasti ve válečných bojích. V roce 1870 získal aprobaci pro gymnaziální pedagogickou činnost. Nastoupil na městskou reálku a vyšší gymnázium v Mariahilfu. Byl členem vídeňské obecní rady.
Působil i jako poslanec Říšské rady (celostátního parlamentu Předlitavska), kam usedl ve volbách roku 1885 za kurii městskou v Dolních Rakousích, obvod Baden, Mödling atd. Ve volebním období 1885–1891 se uvádí jako Josef Fiegl, gymnaziální profesor, bytem Vídeň.
Na Říšské radě se zapojil do antisemitského poslaneckého klubu okolo Georga von Schönerera. Roku 1887 se podílel spolu s Karlem Türkem a Georgem von Schönererem na vzniku sedmičlenné nacionalistické skupiny Deutschnationaler Verband. Z této skupiny ale po vnitřních sporech odešel roku 1889. V roce 1890 se uvádí jako poslanec bez klubové příslušnosti, ovšem s poznámkou, že náleží do skupiny antisemitů.
V posledních letech života se stáhl z veřejného dění. V roce 1896 ale znovu úspěšně kandidoval do vídeňské obecní rady. V ní se připojil ke klubu radikálů a měl opakované konflikty s vedením obecní samosprávy. Zemřel v lednu 1900 ve svém vídeňském bytě.